# Jabloň úzkolistá
Jabloň úzkolistá (Malus angustifolia) je nevysoký, opadavý, listnatý strom s poživatelnými, ale pro lidi trpkými plody. Tento planý druh rodu jabloň je rychle rostoucí krátkověká dřevina, patřící k nejstarším ovocných stromům. Je původem ze Severní Ameriky, konkrétně z jihovýchodu Spojených států amerických.

## Rozšíření
Jabloň úzkolistá je dřevinou z oblasti ohraničené na severu státy Missouri, Illinois, Ohio a Pensylvánie a na jihu břehy Mexického zálivu. Východní hranici je Atlantský oceán a ze západu jsou hraničními státy Missouri, Arkansas a Louisiana s tím, že areál druhu sahá ještě v úzkém pásu na východ Texasu. Celkem roste asi na 340 000 km² a její populace je považována za stabilní.

## Ekologie
Vyskytuje se v otevřených lesích, houštinách, na k lesům přilehlých stráních, na březích potoků a jezer, stejně jako v pláních savan. Bývá vysazována na příležitostně záplavových územích i okolo polních cest a vesnických silnic, obvykle v nadmořské výšce od mořské hladiny po 700 m n. m. Květy jabloně úzkolisté kvetou asi po dobu dvou týdnů a mají příjemnou vůni podobající se fialkám, rozkvétají od poloviny dubna a plody uzrávají v srpnu a září.
Je snadno pěstovatelnou dřevinou, která uspěje na každé úrodné půdě, nejlépe se ji daří v propustné hlinité půdě obohacené o vápník. Spolehlivě poroste taktéž v půdě těžké jílovité, obdobně i v lehké písčité. Jednoznačně preferuje slunné stanoviště, v polostínu slabě kvete a málo plodí. Není tolerantní ke slané nebo brakické vodě, stejně jako od moře vanoucímu slanému větru. Počet chromozomů 2n = 34.

## Popis
Listnatý opadavý, v mírných zimách poloopadavý, strom nebo keř dorůstající do výšky 3 až 5 metrů, ojediněle i 10 m. Má krátký, často nerovný kmen o průměru od 5 do 25 cm a široce polokulovitou, v obryse nepravidelnou korunu. Kmen má hrubou, načervenalou až šedohnědou kůru, která je v pozdějším věku krytá podélnými, často zakřivenými šupinami. Větve jsou tenké, jejich kůra je červenohnědá či tmavě šedá a hladká. Ze silnějších větviček vyrůstají asi 2 cm dlouhé výhonky, brachyblasty, zakončené ostrými kolci, na kterých vyrůstají květy a následně i plody.
Střídavě rostoucí řapíkaté listy mají pevné, oválné či vejčité čepele dlouhé 4 až 6 cm a široké 3 až 4 cm, bázi mají široce klínovitou až zaoblenou, vrchol oblý nebo široce špičatý, po obvodě jsou hrubě zubaté, pilovité či dvojitě pilovité, někdy celokrajné a na hlavních výhonech i slabě laločnaté. Čepele jsou oboustranně lysé, na líci jsou nažloutlé až jasně zelené, na rubu světle zelené a jejich řapíky jsou asi 2 cm dlouhé. Listy mají 3 mm dlouhé palisty, jež jsou podlouhle kopinaté a na konci špičaté.
Květy jsou narůžovělé, velké 2 až 3 cm a vyrůstají po dvou až šesti v krátkých vrcholičnatých květenstvích tvořených dvěma až šesti květy. Oboupohlavný květ s nitkovitými listeny je na stopce dlouhé 2 až 3 cm, má zelenou, lysou, zvonkovitou až kopulovitou češuli velkou 3 až 4 mm. Zelené kališní lístky jsou trojúhelníkové, velké 3 až 4 mm, vrchol mají špičatý, venkovní povrch lysý a vnitřní šedě plstnatý. Korunní lístky do široka rozložené jsou bledě růžové až růžové, podlouhlé nebo úzce vejčité, vrchol mají zaoblený, jsou dlouhé od 12 do 16 mm a mají 3 mm nehtík, jejich okraje bývají někdy roztřepené. V květu je deset až dvacet tyčinek se žlutými až hnědými prašníky se žlutým pylem a spodní semeník vytvořený z pěti plodolistů obsahující deset vajíček. Pět na bázi spojených čnělek, které bývají o něco delší než tyčinky, nese hlavičkovité blizny. Kvetoucí květy vydávají silnou, příjemnou vůni pro lidí a pravděpodobně i pro opylující hmyz, což bývají včely medonosné, čmeláci a různé včely samotářky, který se slétá pro nektar i pyl.
Opylené květy se vyvíjejí do kulatého, někdy mírně hruškovitého plodu malvice, jablka, velkého průměrně 1 až 3 cm. Plod je z počátku zelený a se zráním se jeho barva mění v nažloutle zelenou nebo žlutou, jeho povrch je hladký a voskovitý. V době zralosti je dužina plodu tvrdá, mírně šťavnatá, aromatická, kyselá, hořká a lidem nechutná, ve středu jablka je několik tmavě hnědých semen.

## Rozmnožování
Na kořenech se z oček opouštějí výhonky, ze kterých po oddělení od mateřské rostliny vyrostou noví jedinci. Protože tento druh je planý, není šlechtěný, vyklíčí ze semene vysetého na podzim semenáč s obdobnými atributy, jako měli rodiče. Také bývá úspěšné jarní či letní sázení řízků z měkkých až polotvrdých výhonků.

## Význam
Pěstuje se jako okrasná dřevina v zahradách, kde vyniká v době kvetení svými květy i vůni. Kyselé plody se používají k výrobě zavařenin, želé nebo cideru. Zralé ovoce je podzimním a zimním zdrojem potravy pro divokou zvěř, četné ptáky a savce, například pro medvědy, lišky, vačice, skunky, mývaly, veverky, hraboše, králíky i křečky. Strom je náchylný na četné hmyzí škůdce i houbové patogeny, neměl by být vysazován poblíž jalovců, z nichž se přenášejí houbovité choroby.
Jádrové dřevo je červenohnědé a běl je světle načervenalá. Je tvrdé, nesnadno se opracovává, dobře se leští a barví. Dřevo mívá malé rozměry pro komerční využívání, zhotovuje se z něj nábytek a široká škála drobných předmětů, jako jsou namáhané rukojeti, součástky klavíru či různá kolečka, včetně ozubených. Jabloň úzkolistá je ceněná včelaři jako dřevina poskytující včelám spoustu pylu i nektaru.